# Gundel-palacsinta
A Gundel-palacsinta magyar eredetű desszert.

## Története
Az első Gundel-palacsintát Gundel Károly készítette el, aki a darált dióval, rummal és mazsolával töltött palacsintát tojássárgájából, tejszínből és kakaóporból készült étcsokoládé öntettel tálalta. Az eredeti recept titkos; csak a Gundel étterem ismeri. Az étterem évente 25 000 adagot szolgál fel vendégeinek, amihez 1000 kg diót és 500 kg csokoládét használnak fel.

### Ausztria
A desszert jól ismert az osztrák konyhában. Ezt a palacsintát néha "Schoko-Nuss-Palatschinke" vagy "Nuss-Palatschinke" néven kínálják Ausztriában. Többnyire tejszínhabbal tálalják, és általában nem tartalmaz mazsolát. A Hotel Sacher az eredeti recept alapján mutatja be, karamellizált dióval.

## Fordítás
Ez a szócikk részben vagy egészben  a   Gundel pancake című angol Wikipédia-szócikk ezen változatának fordításán alapul.  Az eredeti cikk szerkesztőit annak laptörténete sorolja fel. Ez a jelzés csupán a megfogalmazás eredetét és a szerzői jogokat jelzi, nem szolgál a cikkben szereplő információk forrásmegjelöléseként.